# Ronnie del Carmen
Ronnie del Carmen   (Filipines, 31 de desembre de 1959) és un escriptor, director, artista, supervisor d’històries i dissenyador de produccions d'animació filipí. Va codirigir i va ser un dels guionistes de la pel·lícula de Pixar Del revés de 2015, per la qual va ser nominat a l'Oscar al millor guió original. Va ser el supervisor de la història de la desena pel·lícula animada per ordinador de Pixar, Up, i va dirigir el curtmetratge que l'acompanyava, Dug's Special Mission.

## Vida primerenca i educació
Del Carmen va néixer a la ciutat de Cavite, Filipines. Després de l'escola secundària, va treballar com a pintor al plató de la pel·lícula Apocalypse Now de Francis Ford Coppola del 1979, que rodava a les Filipines. Es va graduar a la Universitat de Santo Tomás amb una llicenciatura en belles arts en publicitat.

## Carrera

### Pel·lícules
Després de la universitat, Del Carmen va treballar com a director d’art per a campanyes de publicitat impresa i televisiva abans de traslladar-se als Estats Units el 1989 per seguir una carrera cinematogràfica. Va treballar per a Warner Bros com a artista de storyboard a Batman: The Animated Series i com a supervisor d’històries de DreamWorks a The Prince of Egypt (1998), La ruta cap a El Dorado (2000), Spirit: El cavall indomable (2002) i Sinbad: la llegenda dels set mars (2003). Es va unir a Pixar Animation Studios el 2000, treballant com a supervisor d’històries a Buscant en Nemo (2003), dissenyador de producció al curtmetratge One Man Band (2005) nominat a l'Oscar, artista de storyboard a Ratatouille (2007) i WALL-E (2008), i supervisor d'històries a Up (2009). Va debutar com a director amb el curtmetratge d'animació Dug's Special Mission (2009), que va acompanyar Up en la seva publicació en DVD i Blu-ray. Va codirigir la comèdia d’animació 3D per ordinador Del revés amb Pete Docter. La pel·lícula es va estrenar al 68è Festival de Cannes el 18 de maig de 2015. Del Carmen va deixar Pixar l’agost del 2020 i actualment dirigeix i escriu un llargmetratge d’animació original per a Netflix.

### Còmics
Del Carmen ha il·lustrat diversos còmics, entre ells Batman Adventures: Holiday Special, que va guanyar el premi Eisner al millor número senzill el 1995, i el llibre infantil My Name Is Dug, escrit per Kiki Thorpe. També ha escrit diversos còmics, incloses les sèries Paper Biscuit i And There You Are.

## Vida personal
Del Carmen està casat i té dos fills. Els seus germans, Louie i Rick, també treballen en animació.

## Filmografia

### Llargmetratges
| Any  | Títol                              | Director   | Escriptor         | Supervisor d'història | Artista de storyboard | Altres | Notes                                                    |
| ---- | ---------------------------------- | ---------- | ----------------- | --------------------- | --------------------- | ------ | -------------------------------------------------------- |
| 1993 | Batman: Mask of the Phantasm       | No         | No                | No                    | Sí                    | No     | Dissenyador de guions gràfics                            |
| 1998 | The Prince of Egypt                | No         | No                | No                    | Sí                    | No     |                                                          |
| 2000 | La ruta cap a El Dorado            | No         | No                | Sí                    | No                    | No     | Supervisor Artístic - Història                           |
| 2000 | Batman Beyond: Return of the Joker | No         | No                | No                    | Sí                    | No     | Directe al vídeo                                         |
| 2002 | Spirit: El cavall indomable        | No         | No                | Sí                    | No                    | No     | Supervisor Artístic - Història                           |
| 2003 | Buscant en Nemo                    | No         | No                | Sí                    | No                    | No     |                                                          |
| 2003 | Simbad, la llegenda dels set mars  | No         | No                | No                    | Addicional            | No     |                                                          |
| 2007 | Ratatouille                        | No         | No                | No                    | Sí                    | No     |                                                          |
| 2008 | WALL-E                             | No         | No                | No                    | Sí                    | No     |                                                          |
| 2009 | Up                                 | No         | No                | Sí                    | No                    | Sí     | Material de guió addicional                              |
| 2012 | Brave (Indomable)                  | No         | No                | No                    | Addicional            | No     |                                                          |
| 2013 | Monsters University                | No         | No                | No                    | Addicional            | No     |                                                          |
| 2015 | Del revés                          | Codirector | Història original | No                    | No                    | Sí     | Veus addicionals                                         |
| 2017 | Coco                               | No         | No                | No                    | Sí                    | Sí     | Equip creatiu sènior                                     |
| 2018 | Els increïbles 2                   | No         | No                | No                    | No                    | Sí     | Equip creatiu sènior                                     |
| 2019 | Toy Story 4                        | No         | No                | No                    | No                    | Sí     | Equip creatiu sènior                                     |
| 2020 | Soul                               | No         | No                | No                    | No                    | Sí     | Veu de Windstar Contribucions addicionals de la història |

#### Curtmetratges
| Curs | Títol                  | Director | Escriptor | Disseny de producció | Dissenyador de fons | Altres | Notes                                      |
| ---- | ---------------------- | -------- | --------- | -------------------- | ------------------- | ------ | ------------------------------------------ |
| 2005 | One Man Band           | No       | No        | Sí                   | No                  | No     |                                            |
| 2009 | Leonardo               | No       | No        | No                   | Additional          | No     |                                            |
| 2009 | Doug's Special Mission | Sí       | Sí        | No                   | No                  | No     |                                            |
| 2019 | Smash and Grab         | No       | No        | No                   | No                  | Sí     | Brain Trust de la història de Brian Larsen |

### Televisió
| Curs    | Títol                       | Acreditat com a                                    |
| ------- | --------------------------- | -------------------------------------------------- |
| 1990    | Widget, the World Watcher   | Artista de storyboards                             |
| 1991    | Where's Waldo?              | Artista de storyboards                             |
| 1992-95 | Batman: The Animated Series | Artista de storyboards, dissenyador de personatges |
| 1993-94 | Mighty Max                  | Dissenyador de personatges                         |
| 1995    | Freakazoid!                 | Director                                           |

## Premis i nominacions
- Premi Eisner, Millor número senzill, Batman Adventures Special Special (amb Paul Dini i Bruce Timm), 1995
- Daytime Emmy Award al programa destacat d'animació: director, Freakazoid, 1996
- Premi Annie, Storyboarding en una producció de llargmetratge animat, Spirit: El cavall indomable, 2003
- Nominació al premi Annie, guió de guions en una producció de llargmetratge animat, WALL-E, 2009
- Nominació al premi Annie, Storyboarding en una producció de llargmetratges animats, Up, 2010
- National Cartoonists Society, premi de la Divisió de llargmetratges animats, Up, 2010
- Nominació a l’Oscar al millor guió original, Del revés (amb Pete Docter, Meg LeFauve i Josh Cooley), 2015